# Air Line State Park Trail
Der Air Line State Park Trail ist eine Grüne Route und ein langgezogener State Park im US-Bundesstaat Connecticut. Der Weg ist aufgeteilt in drei Abschnitte: Süd (East Hampton to Windham), Nord (Windham to Putnam), und der Thompson-Abschnitt (Thompson bis zur Staatsgrenze von Massachusetts). Ein weiterer zusätzlicher Abschnitt von ca. 6 km Länge nach Colchester wird gelegentlich als Teil des Air Line Trail bezeichnet. Der nördliche Abschnitt bildet einen Teil des East Coast Greenway, eines Wegesystems, das sich von Florida bis Maine erstrecken soll.

## Geschichte

### Air Line
Die „Air-Line“ (dt. etwa „Luftlinie“) war ursprünglich eine Eisenbahnlinie. Sie war geplant als Hochgeschwindigkeitsstrecke für Personenverkehr von New York nach Boston. Die New Haven, Middletown and Willimantic Railroad (NHM&W) eröffnete sie 1873 als Teil des Boston, Hartford and Erie Railroad-Systems (BH&E). Sie begann in New Haven verlief durch Middletown bis zum Anschluss an die BH&E in Willimantic. Die BH&E ging noch im selben Jahr bankrott und wurde zur New York and New England Railroad (NY&NE). Die NHM&W blieb jedoch davon getrennt und löste sich 1875 auf. Sie wurde als Boston and New York Air-Line Railroad wiedergegründet und 1879 von New Haven aus verwaltet und ab dem 1. Oktober 1882 verpachtet. Ein Teil dieser Strecke (the NY&NE Blackstone division to Franklin via Norwood and Walpole) besteht immer noch als Franklin Branch der MBTA/MBCR.
In Connecticut existiert noch ein Teil der Strecke als Teil der Providence and Worcester Railroad zwischen Middletown und Portland. In Willimantic hat das Connecticut Eastern Railroad Museum den ursprünglichen Rundlokschuppen und die Drehscheibengrube (mit einer neuen Drehscheibe) wieder aufgebaut. Darüber hinaus wurden dort einige NY&NE- und NH-Gebäude aufgebaut. Zwischen East Hampton und der Massachusetts State Line wurde der größte Teil der aufgelassenen Trasse zum State Park umgewandelt. Sehenswerte Elemente der Trasse sind das Rapallo Viaduct und das Lyman Viaduct in East Hampton und Colchester, zwei der längsten Eisenbahnviadukte in den U.S.

### Entwicklung
Die aufgelassene Strecke zwischen East Hampton und der Massachusetts state line wurde vom Connecticut State Park System auf der Strecke zwischen der Route 66 in Windham und der Route 44 in Pomfret erworben und 1969 für die Öffentlichkeit zugänglich gemacht als Reitpfad. 1976 wurde die Strecke nach Norden hin verlängert bis zur Town Farm Road in Putnam. Der südliche Abschnitt zwischen East Hampton bis Willimantic wurde 1986 als Weg eröffnet. Der Abschnitt bei Thompson wurde 1992 eröffnet.

#### Erweiterung
2002 erwarb das DEEP ein zusätzliches Stück Trasse mit einer Länge von 2,5 km in East Hampton. Damit wurde der Weg bis zur Dept Hill Road verlängert. Eine verfallene Brücke auf der Strecke wurde durch eine neue Brücke ersetzt, die von Kadetten der United States Coast Guard Academy unter der Aufsicht von William A. O’Neill, dem ehemaligen Gouverneur, gebaut wurde. Durch Unklarheiten über die Zuständigkeiten und Eigentumsverhältnisse wurde die Brücke ohne die notwendige Erlaubnis errichtet. In letzter Minute vor dem Wiederabriss kam es zu einer Überlassungs-Einigung mit der Stadt East Hampton.

## Beschreibung
Der Air Line State Park Trail gliedert sich in drei Abschnitte:
- Südabschnitt (Main Street in East Hampton bis zum Willimantic River, Windham; 22 Meilen)
- Nordabschnitt (Tuckie Road in Windham bis zur Town Farm Road in Putnam; 21 Meilen)
- Thompson-Abschnitt (Route 12 in Thompson bis zur Staatsgrenze nach Massachusetts; 6,6 Meilen)

Der nördliche Abschnitt ist Teil des East Coast Greenway, der sich von Florida bis Maine erstrecken soll.

### Südabschnitt
Dieser Streckenabschnitt ist gut ausgebaut. Der Weg hat eine Splittdecke, verfügt über Sitzbänke an Aussichtspunkten und Fahrradständer. Neue Brücken führen den Weg über den Blackledge River, den Jeremy River und den Judd Brook. In diesem Abschnitt liegen auch Rapallo Viaduct und Lyman Viaduct. Dort bieten sich, vor allem im Herbst spektakuläre Ausblicke. Eine kurze Umleitung ist notwendig, wo der Route 2 expressway die Trasse zerschneidet. 2007 gab es Ausbesserungsarbeiten an einem Abschnitt im Ort Lebanon zwischen der Cook Hill Road und der Village Hill Road. Bis 2007 führte eine hölzerne Behelfsbrücke bei der Blackledge River Railroad Bridge über den Blackledge River im Salmon River State Forest.
Der Weg kreuzt eine ganze Anzahl von Straßen, von denen ein Zugang möglich ist. Die Größeren davon sind im Folgenden aufgeführt:
- Route 149 (Colchester) ⊙
- Route 85 (Hebron)
- Route 207 (Hebron)
- Route 87 (Columbia)⊙

### Nordabschnitt
Die einzelnen Stücke des nördlichen Streckenabschnitts sind in unterschiedlichem Erhaltungszustand. Einige Abschnitte sind gepflegt, andere beinahe zugewuchert. Im Gegensatz zum südlichen Abschnitt gibt es nur zwei namhafte Brücken: Boulevard Road in Windham und am Quinebaug River in Putnam.
Der Weg setzt sich westlich der Route 66 als The Veterans Greenway fort, ein städtischer Radweg, der ins Stadtzentrum von Willimantic führt.
Nördlich der Town Farm Road wird der Weg zu einem Privatweg. Die Stadt Putnam möchte jedoch wenigstens das Wegerecht erwerben und den Weg erhalten, verlängern und mit dem Putnam's River Trail verbinden.
Zugangsmöglichkeiten:
- Route 195 / Ash Street (Willimantic) ⊙
- Route 66 und Tuckie Road (Windham)
- Route 203 / North Windham Road (Windham)
- Route 97 (Pomfret)
- US Route 44 (Pomfret)
- Route 169 / US Route 44 (Pomfret)
- Kennedy Drive Terminus ⊙

### Thompson-Abschnitt
An diesem Streckenabschnitt wird noch gebaut. Schienen und Hindernisse sind schon entfernt. Bis auf eine fehlende Brücke ist der Weg bereits gangbar. Parkplätze sind eingerichtet und Informationstafeln angebracht an East Thompson Road, Sand Dam Road, Lowell Davis Road und dem Endstück an Route 12.
Zugangsmöglichkeiten:
- Route 193 / Thompson Road ⊙
- East Thompson Road: Verbindung zum südlichen Abschnitt des New England Trunkline Trail ⊙

Der Weg läuft nach Norden und Osten weiter nach Massachusetts. In Douglas läuft er weiter als Southern New England Trunkline Trail, einem Teil des Massachusetts State Park Systems. Massachusetts hat die Zugangsmöglichkeiten verbessert, aber es fehlen Brücken und der Weg ist nicht durchgängig. Einzelne Abschnitte führen bis nach Franklin (Massachusetts).

### Colchester-Abzweigung
Die Abzweigung nach Colchester mit 5,4 km Länge ist baugleich mit dem Rest des südlichen Abschnitts. Das Ende befindet sich im Zentrum von Colchester beim ehemaligen Depot und Freight House.
Zugangsmöglichkeiten:
- Route 85 (Hebron) ⊙ und
- Route 16 Terminus ⊙

## Status
Das United States Department of the Interior zeichnete 2002 den südlichen Abschnitt des Air Line State Park Trail als National Recreation Trail aus.